# Fashah Iskandar
Fashah Iskandar (* 15. Februar 1995 in Singapur), mit vollständigen Namen Mohammad Fashah Iskandar Bin S Rosedin, ist ein singapurischer Fußballspieler.

## Karriere
Fashah Iskandar erlernte das Fußballspielen in der National Football Academy in Singapur. Seinen ersten Vertrag unterschrieb der Torwart 2014 bei den Young Lions. Die Young Lions sind eine U23-Mannschaft die 2002 gegründet wurde. In der Elf spielen U23-Nationalspieler und auch Perspektivspieler. Ihnen soll die Möglichkeit gegeben werden, Spielpraxis in der ersten Liga, der S. League, zu sammeln. Im Januar 2016 ging er zu den Tampines Rovers. Hier wurde sein Vertrag Ende Februar 2016 wieder aufgelöst und er kehrte zu seinen ehemaligen Klub Young Lions zurück. Bis Ende 2017 stand er achtmal für die Lions im Tor. 2018 unterschrieb er einen Vertrag beim Ligakonkurrenten Warriors FC. Hier kam er auf 22 Erstligaeinsätze. Der ebenfalls in der ersten Liga spielende Tanjong Pagar United nahm ihn Anfang 2020 unter Vertrag.